# Mauricio Silva
Angel Mauricio Silva es un músico venezolano que ejerce de compositor, arreglista, productor, pianista, trombonista, vocalista y director de orquesta. 
Tiene un linaje musical el cual heredó de su abuelo Manuel Silva Linares y su padre Miguel Ángel Silva, este último se destacó como bajista del Trío de Jazz de Gerry Weil, la Billo's Caracas Boys, Orquesta Los Melódicos y Orquesta de Porfi Jiménez entre otras.
Su tío Rafael Silva fue por muchos años considerado uno de los mejores  Trombonistas y con más experiencia en Venezuela.
Algunos de sus hermanos también son músicos. Josué Miguel Silva se destacó como trompetista de la Orquesta de Mauricio Silva, Magia Caribeña, La Sonora Dinamita y otras. Lamentablemente Josué falleció el 31 de mayo de 2000 (el mismo día que nos dejó el maestro Tito Puente) después de luchar por más de 2 años con una leucemia.
Daniel Silva es otro de sus hermanos que comenzó de la mano de Mauricio y llegó a ser bajista de La Crítica de Oscar D´León, El Grupo Tres, La orquesta de Oscar D'León, Silva y Guerra, Grupo Niche, Sonora Dinamita y La Dimensión Latina. Daniel también de ha destacado como  cantante.
Mauricio Silva se interesó siempre por capacitarse muy bien en su profesión, por eso estudió con grandes músicos venezolanos y extranjeros como, Manuel Contramaestre, Daniel Milano, Miguel Silva, Alberto Naranjo, Danilo Pérez, Juan Domené y Carlos Franzetti. Estudió en las escuelas de música “Roberto Marcano”, “Lino Gallardo” y en Berklee School of Music.
Tiene 4 hijos. Maury Johanna Silva, Karen Silva, Bryan Mauricio Silva y Yosmauri Rebeca Silva.
Casado en 1.979 con Ana Caceres, madre de Maury Johanna y Karen. Divorciados en 1.989
Casado por 2.ª vez en 1.990 con Yomar Araujo, madre de Bryan y Yosmauri.
Mauricio Silva migró de Venezuela a los Estados Unidos de América, el año 2010, para explorar horizontes más allá de las fronteras de su país.

## Trayectoria
Ha participado en la grabación de más de 200 producciones. Algunas de ellas son: Sexteto Juventud, La Tropicana, La Crítica de Oscar D'León, Wladimir y su Constelación, Dimensión Latina, Los Satélites, La Salsa Mayor, Anabacoa, Swing y Color, Fa menor, Arabella y su Banda, La Renovación, Los Melódicos, La Grande, La Inmensa, Las Vibraciones, Billo’s Caracas Boys, Nevada Show, Urbanda, Salvador Pino, Carangano, La Misma Nota, Orquesta Feeling, Tatoo Band, Roberto Antonio, Luis Eduardo Muñoz, El Moreno Michael, Silva y Guerra, Mauricio Silva y su Orquesta, Luis Alberto Medina, Oscar D´León, Alfredo Sadel, Melody Gaita, Tambor Urbano, Liliana y Lilibeth, Son Marín, Cheo Valenzuela, El Marling de la Salsa, Magia Caribeña, Porfi Jiménez, Salserín, Erick Franchesky, Guaco, El Trabuco Venezolano, Francisco Pacheco y su Pueblo, Wilmer Lozano, Yambo Band, Legado de la Salsa Venezolana, Legado de la Salsa Mundial, etc
Entre sus composiciones se destacan: Se necesita Rumbero (grabada por Oscar D'León), Te haré Feliz, Debe ser el amor y Canto al Mad
Mauricio también participa activamente en la grabación de temas musicales para programas de televisión, radio y música incidental de películas, así como jingles comerciales.
En su carrera musical ha acompañado a grandes figuras de la música latina, entre los que podemos destacar a Celia Cruz, Héctor Lavoe, Oscar D'León, Arabella, Lalo Rodríguez, Eddie Santiago, Daniel Santos, Paquito Guzmán, Emilita Dago, Vity Ruiz, Jerry Rivera, Roberto Lugo, Nino Segarra, Ismael Miranda, Cheo Feliciano, Luisito Carrion, Jose Mangual Jr, Andy Montañez, Justo Betancourt, Maelo Ruiz, José Luis Rodríguez "El Puma", Yuri Buenaventura, Alberto Beltrán, Celio González y Rolando LaSerie.

## Premios
En su carrera artística ha ganado muchos premios. Tales como : Ampex Golden Reel Award, Huaca de Oro (en Panamá), Meridiano de Oro, Premio Ronda (3 veces), Premio de la Casa del Artista (como Productor Musical), Orquídea de Plata, Mara de Venezuela (3 veces), Yaracuy de Oro (3 veces), Cacique de Oro (2 veces) , Arte y Clase, entre otros.